# John Hartson
John Hartson (* 5. April 1975 in Swansea, Wales) ist ein ehemaliger walisischer Fußballspieler und heutiger Fernsehexperte. Als Spieler war der Stürmer insbesondere für den schottischen Verein Celtic Glasgow aktiv, mit dem er dreimal Schottischer Meister wurde. Daneben spielte Hartson auch in der englischen Premier League. Hartson bestritt 51 Länderspiele in der walisischen Nationalmannschaft und erzielte dabei 14 Tore.

## Sportlicher Werdegang
Seine Fußballkarriere begann er 1992 bei Luton Town. In der Saison 1994/95 kam er zum FC Arsenal. 1996 wechselte Hartson zu West Ham United und 1998/99 spielte er für den FC Wimbledon. Nach einem Zwischenspiel bei Coventry City landete Hartson bei Celtic Glasgow in Glasgow. Dort verbrachte er eine sehr erfolgreiche Zeit, bevor er überraschend im Sommer 2006 nach England zu West Bromwich Albion wechselte. Er war besonders bei den Celtic-Fans beliebt, da er sich mit dem Verein vollkommen identifizierte. Vor allem durch seine ungewöhnlich robuste Spielweise fiel er immer wieder auf.

## Weiterer Werdegang
Nachdem John Hartson im Februar 2008 seinen Vertrag bei West Bromwich Albion aufgelöst hatte, war er für die Saison 2008/09 bei Setanta Sports als Co-Moderator unter Vertrag und moderierte vor allem Spiele der schottischen Premier League.
Im Juli 2009 wurde bekannt, dass Hartson an Krebs erkrankt ist und sich in einem kritischen Zustand befand.

## Fernsehexperte
Nach seinem Karriereende als Spieler wurde Hartson Fernsehexperte und arbeitete für S4C, Sky Sports, Premier Sports TV und BT Sport.

## Erfolge
mit Celtic Glasgow
- Schottischer Meister (3): 2002, 2004, 2006
- Schottischer-FA-Cup-Sieger (2): 2004, 2005
- Schottischer Ligapokalsieger (1): 2006
- Schottlands Fußballer des Jahres: 2005